# 東栄寺 (上尾市)
東榮寺（とうえいじ）は、埼玉県上尾市にある曹洞宗の寺院。

## 歴史
1630年（寛永7年）、矢部甚右衛門の開基である。矢部家は中分村の名主であり、当寺には歴代当主の墓がある。同県川越市の蓮光寺の末寺である。
1990年（平成2年）より伽藍整備事業が行われ、寺容を一新した。当寺の整備事業を担った棟梁によれば、鐘楼は地元の欅の原木を使用し、将来、文化財に指定されるような建築物にする意気込みで建てたという。

## 交通アクセス
- 路線バス集荷所停留所より徒歩19分。